# Gibbon, Nebraska
Gibbon är en ort i Buffalo County, Nebraska, USA.